# Outreachy
Outreachy (anteriormente conocido como  Free and Open Source Software Outreach Program for Women - Programa de extensión de software gratuito y de código abierto para mujeres) es un programa que organiza prácticas remuneradas de tres meses en proyectos de software gratuito y de código abierto para personas que normalmente están subrepresentadas en esos proyectos. El programa está organizado por la ONG Software Freedom Conservancy y anteriormente se encargaban de la organización el Proyecto GNOME y la Fundación GNOME.
Está abierto a mujeres cisgénero y transgénero, personas de otras identidades de género que estén infra representadas en el código abierto (incluidos hombres transgénero y personas queer) y personas de cualquier género en los Estados Unidos que tengan identidades raciales/étnicas infra representadas en la industria tecnológica estadounidense. (negro/afroestadounidense, hispano/latino, indio americano, nativo de Alaska, nativo de Hawái e isleño del Pacífico). Los participantes pueden ser de cualquier origen y tener cualquier edad a partir de los 18 años. Las pasantías pueden centrarse en programación, diseño, documentación, marketing u otro tipo de aportaciones.
El programa comenzó en 2006 con una ronda de pasantías para mujeres que trabajaban en el entorno de escritorio GNOME (que se ejecuta principalmente en Linux), y se retomó en 2010 con pasantías dos veces al año, agregando proyectos de otras organizaciones a partir de 2012. Hasta 2014, estas rondas de prácticas llegaron a contar con hasta 16 organizaciones participantes, entre las que cabe mencionar a Mozilla y a la Fundación Wikimedia. La financiación proviene de la Fundación GNOME, de Google, de las organizaciones que participan en las pasantías y de otras empresas de software.

## Detalles del programa

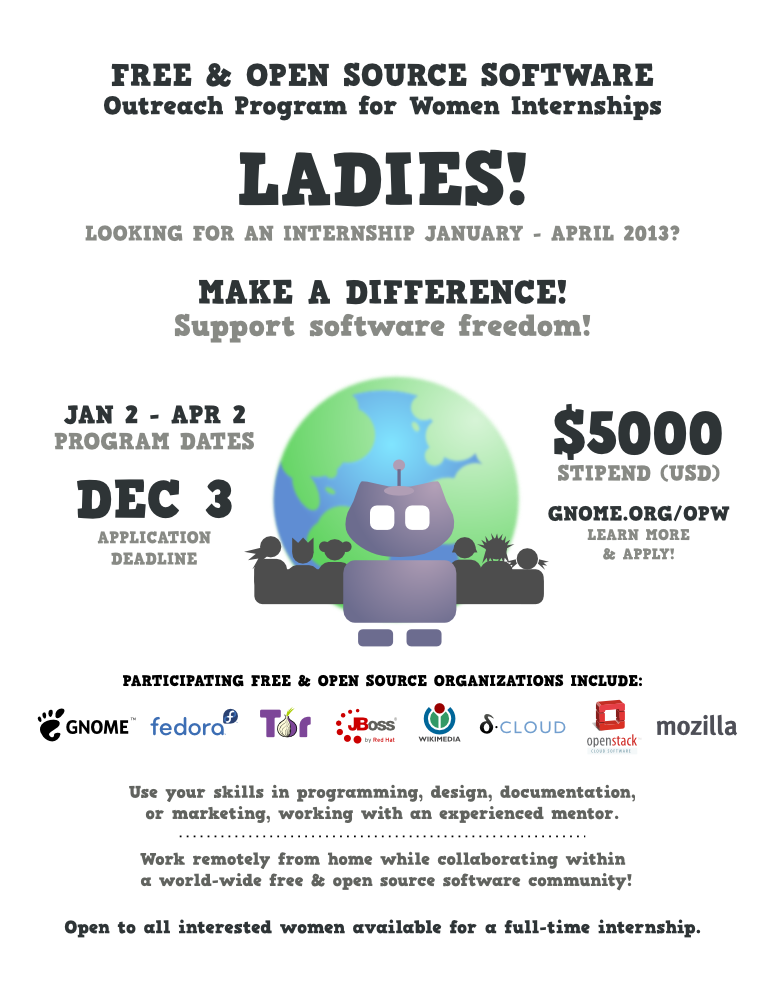
Folleto promocional de pasantías enero-abril 2013

El objetivo de Outreachy es "crear un circuito de retroalimentación positiva" que anime a más mujeres a participar en software libre y de código abierto, ya que los contribuyentes a proyectos gratuitos y de código abierto han sido en su mayoría hombres (ver también Grupo de usuarios de Linux). El programa es similar a Google Summer of Code, que se trata también de una pasantía en software gratuito y de código abierto, pero a diferencia de Google Summer of Code no se limita a estudiantes o desarrolladores.  La idea es que el programa sea compatible con los horarios de los estudiantes, de manera que las pasantías tienen lugar entre mitad de año a la vez que las vacaciones de verano para los estudiantes del hemisferio norte, y pasantías de fin de año correspondientes a las vacaciones de verano de los estudiantes del hemisferio sur.
El programa comenzó invitando a mujeres a participar y creció hasta incluir a "cualquiera a quien se le haya asignado el sexo mujer al nacer y cualquier persona que se identifique como mujer, género queer, género fluido o sin género definido, independientemente de la expresión de género o el sexo asignado al nacer".  La ronda de diciembre de 2014 también se abrió a participantes del Proyecto Ascend de cualquier género, un programa de capacitación para personas de otros grupos infra representados en código abierto. Desde septiembre de 2015, Outreachy se abrió a "residentes y nacionales de los Estados Unidos de cualquier género que sean negros/afroestadounidenses, hispanos/latinos, indios americanos, nativos de Alaska, nativos de Hawái o isleños del Pacífico", dado que se trata de personas infra representadas en La industria tecnológica en Estados Unidos.
Como parte del proceso de solicitud, los solicitantes deben hacer una contribución al proyecto en el que desean trabajar.  Los participantes trabajan de forma remota, por lo que la pasantía incluye un presupuesto de viaje de 500 dólares estadounidense para ayudar a los pasantes a reunirse con otros contribuyentes en persona y desarrollar conexiones más sólidas con el proyecto. Los participantes también escriben un blog sobre su trabajo, que según uno de ellos "me permitió conocer a muchas personas interesadas en el mismo tema que yo y me abrió un abanico de oportunidades completamente diferente".

## Impacto
El Proyecto GNOME ha encontrado varias señales de que el programa ha mejorado la atracción y retención de mujeres que contribuyen. En abril de 2011, señaló que la versión 3.0 de su proyecto "incluía más contribuciones de mujeres que cualquier versión anterior, un aumento que el proyecto atribuye [a] su nuevo programa de pasantías". En noviembre de 2011, explicó que el programa también había ayudado a reclutar a siete mujeres para su programa Google Summer of Code ese año, en comparación con la atracción de una o ninguna mujer en años anteriores. En la conferencia anual del proyecto, GUADEC, el 17% de los asistentes (41) en 2012 eran mujeres, "en comparación con sólo el 4% (6 mujeres) entre los asistentes afiliados a GNOME tres años antes en la Desktop Summit 2009". En junio de 2013, la coorganizadora del programa Marina Zhurakhinskaya señalaba que la mitad de los 41 participantes habían continuado contribuyendo a GNOME después de sus pasantías, incluidos cinco que se convirtieron en mentores del programa.
Wikimedia manifestó que trabajar con el Programa de Difusión para Mujeres y Google Summer of Code consiguió que el proyecto desarrollara mejores recursos para los recién llegados interesados en contribuir a Wikimedia en general, en particular en relación con la documentación y las listas de proyectos adecuados para los recién llegados.
En 2013, Bruce Byfield subrayó que "El programa ya podría presumir de ser el programa FOSS para mujeres más exitoso de todos los tiempos". En marzo de 2014, la Free Software Foundation otorgó al programa su Premio anual para Proyectos con Beneficio Social como parte de los Premios de Software Libre de la FSF, señalando que el programa realiza un "trabajo crítico", "abordando la discriminación de género a través del empoderamiento de las mujeres para desarrollar capacidades de liderazgo y de desarrollo en una sociedad que funciona con base en la tecnología."
Al explicar lo que ha hecho que el programa sea efectivo, Zhurakhinskaya manifestaba: "Sólo necesitas decir que las mujeres son bienvenidas a tu proyecto, porque eso en sí ya envía una señal. Además, quieres que haya personas específicas con las que puedan ponerse en contacto para hacer su primer parche y preguntar."
En junio de 2015, una coordinadora de Outreachy y colaboradora del kernel de Linux, Sage Sharp, ganó un premio Red Hat Women in Open Source por "sus esfuerzos para mejorar las comunicaciones e invitar a las mujeres a las comunidades de código abierto". En julio de 2015, la coorganizadora del programa Marina Zhurakhinskaya ganó un Premio O'Reilly Open Source por su trabajo en Outreachy.

## Historia

### Programa de verano para mujeres - Women's Summer Outreach Program
En 2006, Hanna Wallach y Chris Ball se dieron cuenta de que no había mujeres entre los 181 solicitantes del programa de pasantías de GNOME con Google Summer of Code, y decidieron poner en marcha el Women's Summer Outreach Program (WSOP) de GNOME para animar a las mujeres a participar. Lo organizaron en poco más de un mes y se centraron en las estudiantes desarrolladoras. Recibieron 100 solicitudes y seleccionaron seis para pasantías, la mitad de ellas patrocinadas por la Fundación GNOME y la otra mitad por Google.  Las estudiantes explicaron que la experiencia había sido positiva y continuaron usando software gratuito y de código abierto tras finalizar la pasantía, pero muchas de ellas no tenían su trabajo integrado en el código base principal.

### Programa de extensión de GNOME para mujeres
En 2009, la comunidad GNOME decidió retomar el programa como parte de los continuos esfuerzos para alentar a más mujeres a contribuir a GNOME, renombrándolo como GNOME Outreach Program for Women, o Programa de extensión para mujeres de GNOME. La junta directiva de la Fundación GNOME nombró a Marina Zhurakhinskaya como persona encargada de organizarlo, estando entre sus tareas la de búsqueda de mentores para el programa. Las opciones de pasantías del programa se ampliaron para incluir trabajos no relacionados con la codificación, como documentación y localización,y se abrió a solicitantes que no fueran estudiantes. Para aumentar las posibilidades de éxito, el nuevo proceso de solicitud incluía realizar una mejora en el proyecto, y la pasantía pasó a alentar la incorporación gradual de varias tareas incorporadas al proyecto principal, en lugar de un único proyecto de mayor tamaño como el Google Summer of Code. Después de reestructurar el programa y encontrar proyectos interesados y mentores dentro de GNOME, se seleccionó a ocho becaias en noviembre de 2010.
Otras ocho becarias, procedentes de los cinco continentes, comenzaron en mayo de 2011.  Entre ellas se encontraba Priscilla Mahlangu, una mujer sudafricana que traducía el software de escritorio GNOME al idioma zulú. Doce nuevas becarias comenzaron en noviembre de 2011, con el patrocinio de Collabora, Google, Mozilla, Red Hat y la Fundación GNOME.
Para la ronda de mayo de 2012, Software Freedom Conservancy se unió al programa con una beca para el proyecto Twisted, tutelado por Jessica McKellar.Otras nueve becarias trabajaron en GNOME.

### Free and Open Source Software Outreach Program for Women
La ronda del programa de enero de 2013, rebautizada como Free and Open Source Software Outreach Program for Women (Programa de extensión de software libre y en código abierto para mujeres), se amplió para ofrecer 25 becas en 10 organizaciones (Deltacloud, Fedora, GNOME, JBoss, Mozilla, Open Technology Institute, OpenITP, OpenStack, Subversion, y Wikimedia), y la directora ejecutiva de la Fundación GNOME, Karen Sandler, se unió a Zhurakhinskaya en la organización del programa.
Entre las becarias de junio de 2013 hubo un grupo de siete participantes que contribuyeron al kernel de Linux, por ejemplo trabajando en paralelizar el proceso de arranque x86. El colaborador del kernel Sage Sharp se ocupó de dirigir el programa y de encontrar mentores y proyectos para las becarias, que hicieron contribuciones significativas a la versión 3.11 del kernel. Esta ronda contó con 37 becarias trabajando con 16 organizaciones,y la siguiente ronda que comenzó en diciembre de 2013 tuvo 30 pasantes trabajando con 8 organizaciones.
En abril de 2014, la Fundación GNOME tuvo que llevar a cabo una reducción de gastos debido a un déficit presupuestario vinculado al Outreach Program for Women; pagaba a las becarias conforme a un calendario que a veces los establecía antes de que llegaran los pagos de las organizaciones patrocinadoras. Esto fue resultado del rápido crecimiento del programa y la Fundación manifestó que haría un seguimiento con esas organizaciones y tomaría otras medidas para resolver el problema. Las notas de la reunión de la junta directiva de la Fundación GNOME de junio de 2015 indican que el problema se resolvió con el cobro de todos los pagos pendientes.
La ronda de mayo de 2014 contó con 40 participantes y 16 organizaciones.
La ronda de diciembre de 2014 estuvo abierta a participantes del Proyecto Ascend de cualquier género, un programa de capacitación para personas de grupos infra representados en código abierto.

### Outreachy
En febrero de 2015, el programa anunció su cambio de nombre a Outreachy, mientras que la gestión del programa se transfirió a Software Freedom Conservancy con la Fundación GNOME participando como socio.
A partir de septiembre de 2015, Outreachy se abrió a "residentes y nacionales de los Estados Unidos de cualquier género que sean negros/afroestadounidenses, hispanos/latinos, indios americanos, nativos de Alaska, nativos de Hawái o isleños del Pacífico", en tanto que personas infra representadas en La industria tecnológica en Estados Unidos.